# Mulegns
Mulegns est une localité et une ancienne commune suisse du canton des Grisons, située dans la région d'Albula.

## Histoire
Le 1er janvier 2016, la commune a fusionné avec ses voisines de Bivio, Cunter, Marmorera, Riom-Parsonz, Salouf, Savognin, Sur et Tinizong-Rona pour former la nouvelle entité de Surses.
En 2025, Tor Alva, une tour de 30 mètres de haut en béton imprimée 3D est achevée,,.